# Alternativa Ciudadana 25 de Mayo
Alternativa Ciudadana 25 de Mayo (AC 25-M) es un partido político asambleario, ciudadanista y de izquierdas de ámbito insular (isla de Lanzarote, Canarias, España).
Se formó en el año 2003, de cara a las elecciones municipales, al cabildo y autonómicas del 25 de mayo de ese año (de ahí el nombre). Surge a partir de los movimientos sociales, vecinales y ecologistas desarrollados en la isla en los años anteriores. Promueve la democracia participativa, la defensa de un modelo económico alternativo para el archipiélago canario, la potenciación de la cultura canaria y su encuentro con otras culturas, y la defensa de los Derechos Humanos.

## Historia
En las elecciones del año 2003 consiguió alrededor de 3.000 votos (3.161 cabildo, 3.022 municipales y 2.719 al Parlamento de Canarias) logrando un consejero en el Cabildo Insular de Lanzarote y 5 concejales (2 en Arrecife, 1 en San Bartolomé 1 en Teguise y 1 en Tías). 
En las elecciones generales del año 2003 se presentó en el conjunto del archipiélago en coalición con Izquierda Unida Canaria y Los Verdes de Canarias, logrando esa coalición en la isla de Lanzarote 2.536 votos, así como 5.360 votos la candidatura de AC-25M al senado por la circunscripción insular conejera. 
En el año 2007, tras enfrentamientos internos, AC25M sufrió una escisión, pasando el consejero del cabildo Pedro Hernández Camacho a la nueva formación política denominada Isla Alternativa. 
En las elecciones al Parlamento de Canarias en 2007, AC25M se presentó en coalición con el partido de izquierda nacionalista Alternativa Popular Canaria pero no consiguió representación. En las elecciones locales perdió el consejero en el cabildo y conservó los dos concejales en el ayuntamiento de Arrecife. 
En las Elecciones al Parlamento de Canarias de 2011 se presenta como Alternativa Ciudadana Sí Se Puede (ACSSP) estableciendo una candidatura unitaria ecosocialista con otras organizaciones, con Alternativa Sí Se Puede en Tenerife y en La Gomera, y en Gran Canaria (con Canarias por la Izquierda).
En mayo de 2015 mostró su apoyo a Podemos.
En las elecciones generales de España de 2016 se sumaron a la coalición Unidos Podemos con un candidato independiente en la circunscripción de Las Palmas.